# Lalka (powieść)
Lalka – powieść społeczno-obyczajowa Bolesława Prusa publikowana w odcinkach w latach 1887–1889 w dzienniku „Kurier Codzienny”, wydana w 1890 w Warszawie w wydawnictwie „Gebethner i Wolff”. Uznawana jest za jedną z najlepszych  polskich powieści.
Pełny tekst:  Lalki  w Wikiźródłach 

  Pobierz jako: EPUB   • PDF   • MOBI  

## Powstanie i publikacja

### Geneza
9 lutego 1887 w 30 numerze warszawskiego dziennika „Gazeta Polska” ukazała się informacja o odbytym w Brnie procesie młodej kobiety, która została oskarżona o kradzież lalki. Została ona uniewinniona, ponieważ sprzedawca zeznał, że zabawka jednak była zakupiona u niego. O tym sprawozdaniu prasowym Prus napisał kilka zdań w XX arkuszu swoich Notatek o kompozycji. Scenę o podobnej tematyce wprowadził później także do powieści (tom II, rozdział VIII). Z wypowiedzi samego pisarza wynika, iż proces ten miał decydujące znaczenie w skrystalizowaniu się pomysłu na powstanie Lalki. Z tego też wydarzenia narodził się tytuł utworu. Wyjaśnił to Prus w liście z 8 lutego 1897 do Władysława Korotyńskiego:

W powieści Lalka znajduje się rozdział poświęcony procesowi o kradzież lalki, rzeczywistej lalki dziecinnej. Otóż taki proces miał miejsce w Wiedniu. A ponieważ fakt ten wywołał w moim umyśle skrystalizowanie się, sklejenie się całej powieści, więc przez wdzięczność użyłem wyrazu Lalka za tytuł. Powieść, o której mówię, powinna mieć tytuł: «Trzy pokolenia». Może nawet byłaby lepiej rozumiana z takiem nazwiskiem.

W sierpniu i na początku września tego samego roku Prus intensywnie pracował nad Lalką. Zbierał także informacje niezbędne do jej powstania: w tym celu skontaktował się z Franciszkiem Bagieńskim – uczestnikiem powstania węgierskiego w 1848 roku.

### Publikacja w „Kurierze Codziennym”
29 września 1887 rozpoczął się w porannym dodatku do „Kuriera Codziennego” druk Lalki w formie odcinków. 5 maja 1888, w 123. numerze Kuriera ukazał się fragment I tomu powieści. Nastąpiła miesięczna przerwa w publikacji. Na skutek procesu sądowego Prus postanowił zmienić nazwisko subiekta Moraczewskiego na Mraczewski.
8 czerwca tegoż roku rozpoczęto druk II tomu Lalki na łamach „Kuriera” (od nr. 157). Natomiast 5 sierpnia w nr. 215 dziennika ukazała się ostatnia część III rozdziału II tomu powieści, po czym nastąpiła niezapowiedziana przerwa spowodowana wyjazdem autora do Nałęczowa. Redakcja poprosiła listownie Prusa o dostarczanie kolejnych partii tekstu do druku ze względu na zaniepokojonych czytelników. 30 sierpnia wydrukowano informację, że otrzymano od Prusa zapewnienie o szybkiej publikacji dalszych części. Autor nie dotrzymał jednak obietnicy, sytuacja się przeciągała, więc redakcja Kuriera postanowiła na początku października rozpocząć druk nowego opowiadania Henryka Sienkiewicza Ta trzecia. Ciąg dalszy Lalki ukazał się dopiero 21 listopada (nr 323). Od tamtego momentu publikowano już powieść regularnie. Ostatni odcinek ukazał się 24 maja 1889 w 142 numerze „Kuriera”.
W pierwodruku powieść dzieliła się na dwa tomy. W skład pierwszego tomu wchodziło dziewięć rozdziałów, z których ostatni (Złudzenia i rozczarowania) był objętościowo znacznie dłuższy od pozostałych, dlatego też w pierwszym wydaniu książkowym autor podzielił go na dziewięć rozdziałów. Tom drugi składał się z 12 rozdziałów, które w wydaniu z 1890 zostały podzielone na 19. Na podstawie zachowanych rękopisów stwierdzono, że w pierwodruku gazetowym omyłek drukarskich jest bardzo niewiele, co świadczy o staranności korektorów i zecerów.

### Publikacja książkowa
Na początku 1890 powieść została wydana nakładem wydawnictwa Gebethner i Wolff. Podczas druku powieści w krakowskiej drukarni W. L. Anczyca i Spółki korzystano z pierwodruku prasowego oraz z rękopisu. Ten ostatni istniał jeszcze wówczas w całości.
Pod względem ortograficznym i interpunkcyjnym pierwsze wydanie książkowe różniło się od rękopisu. Wprowadzono szereg poprawek dotyczących pisowni („informacyj”, „galanteryj” zamiast „informacyi”, „galanteryi” z rękopisu), ujednolicono także formy fleksyjne. Sam autor w wydaniu książkowym wprowadził – poza ponownym podzieleniem powieści na rozdziały i tomy – niewiele zmian. Były to głównie skreślenia kilku fragmentów oraz skorygowanie innych.
Znaczną ingerencję poczyniła także cenzura (usunięto fragment rozdziału Pierwsze ostrzeżenia opisujący rozmowę Suzina z Wokulskim, opisy pobyt Wokulskiego na Syberii – między innymi passus o jego „czerwonych rękach” – oraz pobyt tamże Szumana i Szlangbauma po ich udziale w powstaniu styczniowym). Tekst był więc cenzurowany dwukrotnie – przed pierwszą publikacją na łamach czasopisma, następnie przy wydaniu książkowym. Usunięty fragment wydrukowano na łamach „Kuriera Warszawskiego” w artykule wspomnieniowym W. Korotyńskiego po śmierci B. Prusa. W wydaniu Zygmunta Szweykowskiego powieści w okresie dwudziestolecia międzywojennego usunięto wspomniane ingerencje na podstawie zachowanej części manuskryptu autorskiego. W pozostałej części tekstu ustalenie najbardziej zgodnego z intencją autorską jego brzmienia jest już niemożliwe. Nie zachowały się także informacje dotyczące np. liczby takich ingerencji. Jedna z niewielu danych na ten temat została udokumentowana przez Korotyńskiego, dzięki któremu wiadomo, iż rosyjska cenzura wstrzymała druk 109 odcinka Lalki (we współczesnych wydaniach rozdział ten nosi tytuł Pierwsze ostrzeżenie). W tomie II powieści cenzura interweniowała ok. dziesięciokrotnie, jednocześnie stosunek cenzury wobec tekstu z czasem wyraźnie się zaostrzał. Powody takiego postępowania cenzora pozostają niejasne.
W poniższej tabeli porównano nazwy rozdziałów oraz podział na tomy pierwszego książkowego wydania Lalki z wydaniem w czasopiśmie.
| Pierwodruk w „Kurierze Codziennym”                                  | Wydanie książkowe z 1890 r.                                       |
| ------------------------------------------------------------------- | ----------------------------------------------------------------- |
| Tom pierwszy                                                        | Tom pierwszy                                                      |
| I. Jak wygląda firma J. Mincel i S. Wokulski przez szkło butelek?   | I. Jak wygląda firma J. Mincel i S. Wokulski przez szkło butelek? |
| II. Rządy starego subiekta                                          | II. Rządy starego subiekta                                        |
| III. Pamiętnik starego subiekta                                     | III. Pamiętnik starego subiekta                                   |
| IV. Powrót                                                          | IV. Powrót                                                        |
| V. Niedola wielkich świata tego                                     | V. Demokratyzacja pana i marzenia panny z towarzystwa             |
| VI. W jaki sposób nowi ludzie ukazują się nad starymi horyzontami   | VI. W jaki sposób nowi ludzie ukazują się nad starymi horyzontami |
| VII. Kładki, na których spotykają się różne światy                  |                                                                   |
| VII. Gołąb wychodzi na spotkanie węża                               |                                                                   |
| VIII. Medytacje                                                     |                                                                   |
| IX. Kładki, na których spotykają się ludzie różnych światów         |                                                                   |
| VIII. Pamiętnik starego subiekta                                    | X. Pamiętnik starego subiekta                                     |
| IX. Złudzenia i rozczarowania                                       |                                                                   |
| XI. Stare marzenia i nowe znajomości                                |                                                                   |
| XII. Wędrówki za cudzymi interesami                                 |                                                                   |
| XIII. Wielkopańskie zabawy                                          |                                                                   |
| XIV. Dziewicze marzenia                                             |                                                                   |
| Tom drugi                                                           |                                                                   |
| I. W jaki sposób duszę ludzką szarpie namiętność, a w jaki rozsądek |                                                                   |
| II. Ona – on – i ci inni                                            |                                                                   |
| III. Kiełkowanie rozmaitych zasiewów i złudzeń                      |                                                                   |
| IV. Zdumienia, przywidzenia i obserwacje starego subiekta           |                                                                   |
| Tom drugi                                                           | V. Pierwsze ostrzeżenie VI. Pamiętnik starego subiekta            |
| I. Pamiętnik starego subiekta                                       | V. Pierwsze ostrzeżenie VI. Pamiętnik starego subiekta            |
| II. Pamiętnik starego subiekta                                      | VII. Pamiętnik starego subiekta                                   |
| III. Szare dni i krwawe godziny                                     |                                                                   |
| VIII. Szare dni i krwawe godziny                                    |                                                                   |
| IX. Widziadło.                                                      |                                                                   |
| IV. Wiejskie rozrywki                                               |                                                                   |
| X. Człowiek szczęśliwy w miłości                                    |                                                                   |
| XI. Wiejskie rozrywki                                               |                                                                   |
| V. Pod jednym dachem                                                |                                                                   |
| XII. Pod jednym dachem                                              |                                                                   |
| XIII. Lasy, ruiny i czary                                           |                                                                   |
| VI. Pamiętnik starego subiekta                                      |                                                                   |
| Tom trzeci                                                          |                                                                   |
| I. Pamiętnik starego subiekta                                       |                                                                   |
| II. Pamiętnik starego subiekta                                      |                                                                   |
| III. Pamiętnik starego subiekta                                     |                                                                   |
| VII. Pan Rzecki strzela, a Pan Bóg kule nosi                        |                                                                   |
| IV. Damy i kobiety                                                  |                                                                   |
| V. W jaki sposób zaczynają się otwierać oczy                        |                                                                   |
| VIII. Tempus fugit, aeternitas manet                                |                                                                   |
| VI. Pogodzeni małżonkowie                                           |                                                                   |
| VII. Tempus fugit, aeternitas manet                                 |                                                                   |
| IX. Pamiętnik starego subiekta                                      | VIII. Pamiętnik starego subiekta                                  |
| X. Dusza w letargu                                                  | IX. Dusza w letargu                                               |
| XI. Pamiętnik starego subiekta                                      | X. Pamiętnik starego subiekta                                     |
| XII....?...                                                         | XI....?...                                                        |

Aleksander Świętochowski w swoich uwagach o kompozycji zarzucił Prusowi, iż ten, dzieląc powieść na trzy tomy i większą liczbę rozdziałów, próbował zatrzeć fakt, że tekst ukazywał się w odcinkach i był pisany na bieżąco. W odpowiedzi autor napisał:

Ja nic nie zacierałem; podzieliłem tylko powieść na trzy tomy, bo dwa były za wielkie, a każdy tom podzieliłem na mniejsze rozdziały, ażeby lepiej wyglądało

### Wydania późniejsze i dzieje rękopisu
W późniejszych wydaniach powieści wydawcy zastosowali jeszcze inny podział niż ten znany z „Kuriera Codziennego” lub wydawnictwa Gebethner i Wolff. Powieść podzielono na dwa tomy, część druga rozpoczyna się od rozdziału Szare dni i krwawe godziny. Wyrównano w ten sposób objętość obu tomów.
W marcu 1897 ukazało się pierwsze wznowienie Lalki. Natomiast w 1903 opublikowano przekład powieści (na język czeski Lalkę przełożył František Vondráček, przedmowę napisał Piotr Chmielowski). W 1905 ukazało się trzecie wydanie powieści.
Dla badań tekstologicznych istotne jest wydanie powieści z 1935, w którym – dzięki pracy Zygmunta Szweykowskiego – przywrócono tekstowi kształt bez ingerencji cenzury. Unowocześniono pisownię liczebników, tytułów, imion własnych, poprawiono zgodnie z obowiązującą konwencją układ zapisu monologów, dialogów oraz rozmyślań. Zmodernizowano interpunkcję i niektóre formy gramatyczne. Wydanie to stało się podstawą kilkudziesięciu kolejnych wydań Lalki.
1/3 rękopisu powieści została przekazana Bibliotece Publicznej m.st. Warszawy przez żonę pisarza – Oktawię Głowacką. Znajduje się tam do dzisiaj. Losy pozostałych 2/3 manuskryptu nie są znane. Zachowany rękopis powieści składa się z 73 części po 6-9 kart – pożółkłych, formatu zeszytowego, bez nadrukowanych linii, zapisanych atramentem ciemnobrunatnego koloru, na których niewiele jest skreśleń i poprawek. W sumie zachowało się 590 kart, wszystkie zostały ponumerowane przez Prusa. Ich zgrupowanie odpowiada ściśle kolejnym odcinkom ukazującym się na łamach czasopisma, co oznacza, że zachowany rękopis obejmuje 73 odcinki wchodzące w skład drugiego tomu powieści. Poza rękopisem zachowały się także odbitki korektorskie trzech odcinków Lalki, niezawierające poprawek autorskich.

## Tytuł

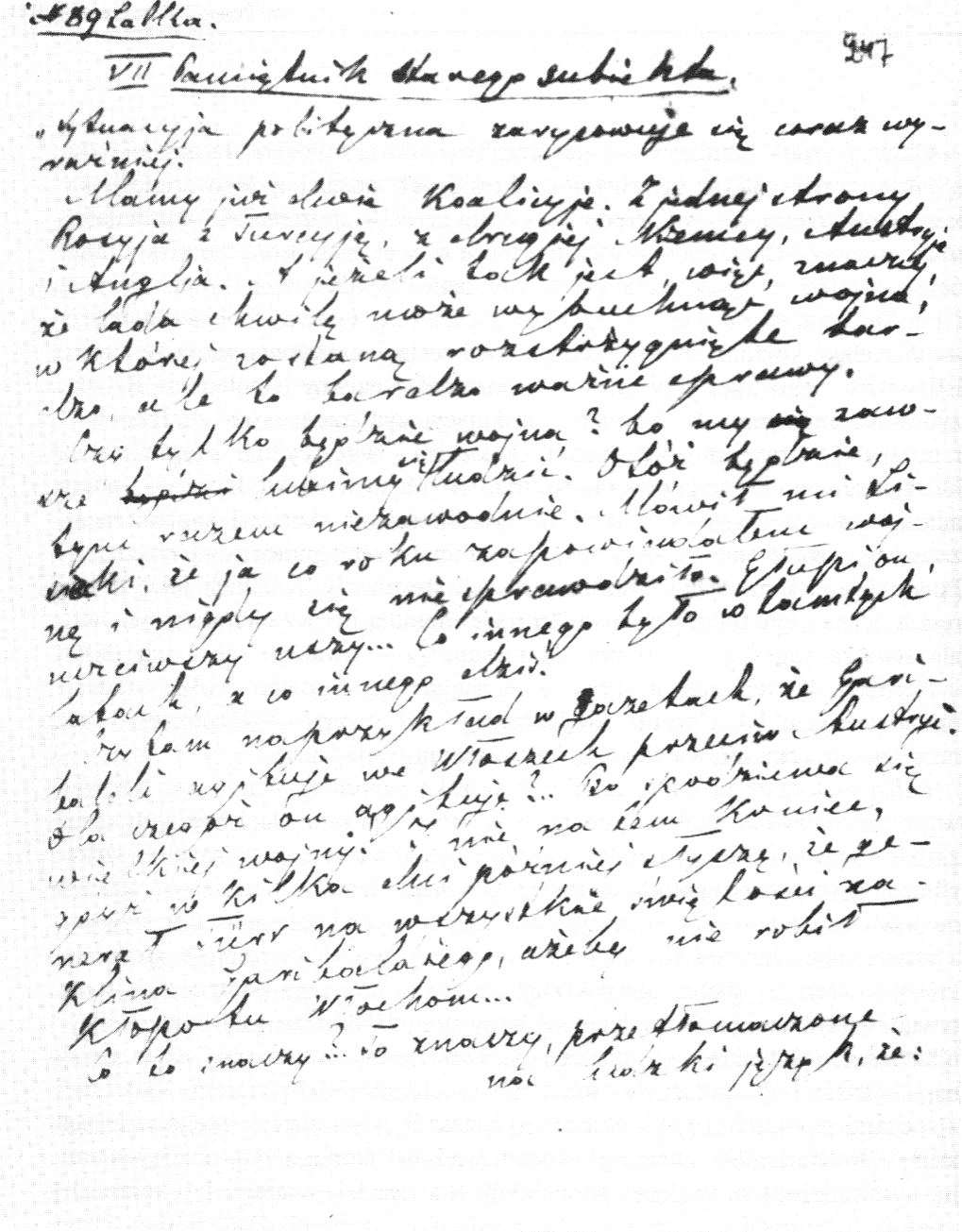
Rękopis powieści

Początkowo powieść miała nosić tytuł Trzy pokolenia, jako odwołanie do trzech generacji reprezentowanych przez Rzeckiego (pokolenie dawnych idealistów, romantyczny idealizm polityczny), Wokulskiego (pokolenie przejściowe) i Ochockiego (pokolenie nowych idealistów, pozytywistycznych idealistów naukowych). Prus twierdził, że tytuł Lalka był właściwie przypadkowy i odnosił się jedynie do zabawki Heleny Stawskiej, oraz do przeczytanej w gazecie notatki o procesie za kradzież dziecięcej zabawki. Notatka ta podsunęła mu ostateczny zarys fabularny powieści, dlatego zdecydował się na nawiązujący do niej tytuł. W Słówku o krytyce pozytywnej zaznaczał również, że tytuł nie odnosi się do Izabeli Łęckiej.
Badacze jednak podają również i inne interpretacje
- Lalka może być tytułem satyryczno-dydaktycznym. „Lalkami” nazywano wówczas osoby z wyższego towarzystwa. Takie znaczenie tego słowa upowszechnił Józef Ignacy Kraszewski dzięki swojej powieści Lalki. Sceny przedślubne z 1873 roku. W podobnym znaczeniu słowa użył Henrik Ibsen w podtytule Nory – „dom lalek”[26]. Tytuł powieści Prusa może więc nawiązywać do tytułu wcześniejszej powieści Kraszewskiego. W tym wypadku „lalką” (liczba pojedyncza) byłaby panna Izabela. Wskazywana została pustota Łęckiej, która spędzała czas na zabawach, nie traktując niczego poważnie[26].
- Tytuł może nawiązywać do motywu „teatru świata”, w którym wszyscy ludzie, nawet bogaci i możni, są jedynie kukiełkami. Z takim rozumieniem tytułu łączyłyby się refleksje Rzeckiego, nakręcającego w sklepie mechaniczne zabawki. Już w roku ukazania się powieści Kazimierz Ehrenberg uznał tę scenę za kluczową w powieści, dodając, że jedną z lalek jest Wokulski[28].
- Olga Tokarczuk proponuje potraktowanie tytułu w kategoriach onirycznych, jako synonimu ułudy. Lalką i ułudą zarazem jest Izabela Łęcka. Wokulski dąży do niej, jednak w pewnym momencie budzi się ze snu, przechodzi do rzeczywistości, a następnie w świat ducha[28].
- Wyraz odczytywany dosłownie bywa łączony z pozytywistyczną pedagogiką. W takich interpretacjach oznacza wartości niesione przez dzieciństwo.

Wyraz „lalka” występuje w powieści 69 razy, nie tylko jako określenie dziecięcej zabawki. Pojawiają się ponadto jego liczne synonimy.

## Przegląd treści
Akcja powieści rozgrywa się w latach 1878–1879 (trwa około półtora roku) w Warszawie, z epizodami w Paryżu i Zasławiu.
Lalka składa się z kilku wątków:
- Wątek miłości Wokulskiego do Izabeli – główny
- Wątek Rzeckiego
- Wątek baronostwa Krzeszowskich
- Wątek Heleny Stawskiej
- Wątek Ochockiego, wątek naukowy ( obejmuje on również Geista )
- Wątek finansów i handlu

### Tom I
Bogaty warszawski kupiec Stanisław Wokulski zakochuje się w zubożałej arystokratce Izabeli Łęckiej. Aby być jej godnym, postanawia powiększyć swój majątek, dlatego wyrusza na tzw. „wojnę bułgarską”. Zajmuje się tam aprowizacją armii rosyjskiej, na czym zbija fortunę. Powraca do Warszawy, po czym wchodzi w układy finansowe z ojcem Izabeli, Tomaszem (m.in. wykupuje jego weksle). Próbuje też zdobyć serce ukochanej, ofiarowując znaczne sumy na organizowaną przez nią kwestę charytatywną. Dla niej jednak gest Wokulskiego jest tylko objawem niezdrowych ambicji nowobogackiego nuworysza. Stanisław pragnie jak najczęściej widywać się z Izabelą, dlatego wkrada się w łaski warszawskiej arystokracji, udzielając im korzystnych pożyczek. Kupuje też klacz, którą wystawia do wyścigów konnych. Na torze spotyka barona Krzeszowskiego, który zachowuje się niegrzecznie w stosunku do Izabeli. Wokulski wykorzystując pretekst (przypadkowe popchnięcie), wyzywa go na pojedynek, w wyniku którego Krzeszowski zostaje ranny. Kilka tygodni potem Tomasz Łęcki zaprasza Wokulskiego na obiad, na którym mają poruszyć sprawy finansowe. Podczas posiłku obecna jest i Izabela, która stara się traktować gościa jak najuprzejmiej, proponuje mu nawet wspólny wyjazd do Paryża. Rozmawia też ze Stanisławem o włoskim aktorze Rossim (w którym jest zadurzona), ubolewając nad chłodnym jego przyjęciem przez warszawian. Wokulski, chcąc sprawić Łęckiej przyjemność, opłaca publiczność w teatrze, która gotuje Włochowi owacje. W tym samym czasie Tomasz Łęcki zmuszony jest sprzedać swoją kamienicę. Wokulski kupuje ją przez podstawionego Żyda – Szlangbauma, zawyżając cenę. Jednocześnie wysyła swojego przyjaciela i subiekta Ignacego Rzeckiego, by obejrzał nowy nabytek. Rzecki poznaje lokatorów, wśród których jest Helena Stawska – piękna, młoda kobieta, porzucona przez męża. Postanawia zeswatać ze sobą Stanisława i Helenę. Wokulski, będąc świadkiem flirtu Łęckiej i jej kuzyna Starskiego podejmuje decyzję o wyjeździe do Paryża.

### Tom II

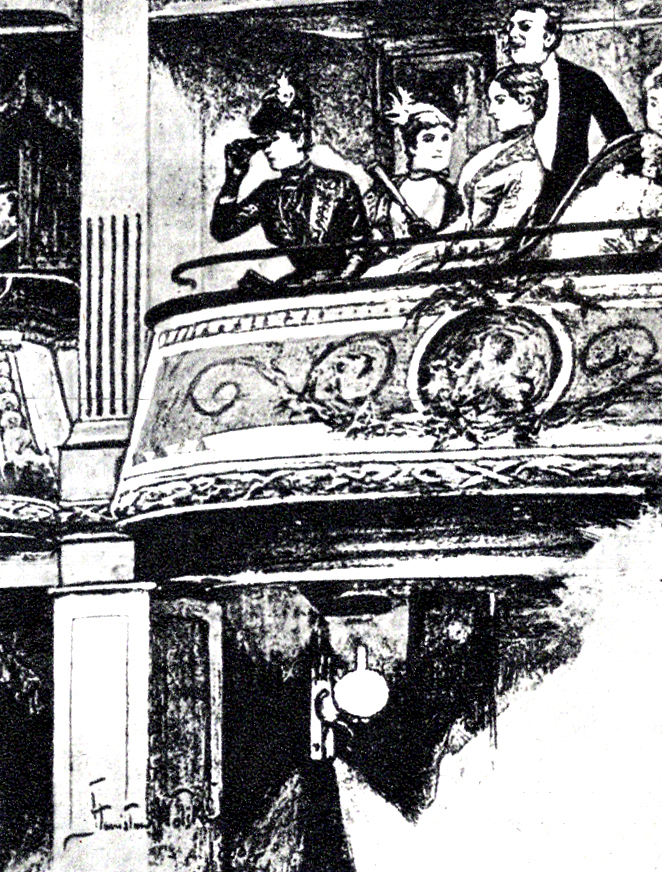
Ilustracja pt. Loża pierwszego piętra autorstwa Stanisława Wolskiego do Lalki

Paryż. Wokulski spotyka się ze swoim przyjacielem, Rosjaninem Suzinem, z którym robi interesy. W swoim hotelowym apartamencie przyjmuje interesantów, wśród których jest prof. Geist – genialny wynalazca, niedoceniany przez swoich kolegów. Proponuje mu wspólną pracę nad cudownym wynalazkiem – metalem lżejszym od powietrza. Stanisław jest rozdarty pomiędzy uczuciem do Łęckiej a swoją naukową pasją. Postanawia zostać we Francji, lecz kiedy dostaje list od prezesowej Zasławskiej (poznanej arystokratki, kiedyś nieszczęśliwie zakochanej w jego stryju), w którym prezesowa pisze o rodzącym się uczuciu Izabeli do niego, natychmiast wraca do kraju. Przybywa do Zasławka (będącego posiadłością prezesowej Zasławskiej), w którym spędza wakacje cała warszawska śmietanka towarzyska (Izabela przybędzie niebawem). Wśród nich jest piękna, młoda i bogata wdowa, pani Wąsowska, która próbuje uwieść Wokulskiego. Ten pozostaje jednak wierny swej miłości. Kiedy przybywa Izabela, Stanisław wyznaje jej swoją miłość. Łęcka robi mu nadzieję na wzajemność, po czym wyjeżdża. Mija pół roku. Wokulski bywa coraz częściej u Łęckich. Przez lokalną arystokrację jest postrzegany jako przyszły mąż Izabeli. Za namową Rzeckiego odwiedza panią Stawską, która zakochuje się w nim. Kobieta nie podejmuje jednak żadnych kroków, gdyż wie doskonale, że Stanisław jest zapatrzony w Izabelę. Tymczasem Izabela decyduje się wyjść za Wokulskiego (usilnie namawiana przez rodzinę), którego majątek wydaje się jedynym gwarantem jej dostatniego życia. Namawia jednak Stanisława, żeby porzucił kupiectwo i nabył majątek ziemski. Posłuszny jej radom, Wokulski sprzedaje sklep i wycofuje swoje kapitały z handlu. W chwili oświadczyn Stanisław daje Izabeli medalion, w który oprawił cudowny metal – podarek od prof. Geista. W kilka dni potem narzeczeni wyruszają pociągiem do Krakowa – w odwiedziny do ciotki Izabeli, Hortensji. W trakcie jazdy Izabela rozmawia po angielsku z kuzynem Starskim. Flirtuje z nim i ujawnia, że zgubiła medalion od Wokulskiego. Przy rozmowie obecny jest narzeczony, ale Łęcka jest przekonana, że nie zna on angielskiego. Tymczasem Wokulski w ciągu roku ich znajomości nauczył się tego języka i poznaje prawdę o podarunku i braku afektu. W trakcie tej podróży łuski spadają mu z oczu, nareszcie widzi Izabelę taką, jaka jest naprawdę. Otumaniony wysiada z wagonu i próbuje popełnić samobójstwo. Ratuje go Wysocki – dróżnik kolejowy, któremu kiedyś Stach pomógł. Wraca do Warszawy i zamyka się w swoim mieszkaniu. Popada w letarg. Po pewnym czasie dostaje zaproszenie od pani Wąsowskiej, która próbuje go nakłonić do powrotu do Izabeli. Daremnie. Wokulski odbywa ostatnią rozmowę ze swoim przyjacielem Rzeckim i niespodziewanie znika. Przyjaciele próbują go odszukać. Po pewnym czasie przychodzi wiadomość z Zasławia – Wokulski był tam widziany w okolicach ruin zamku, zaraz przed tym, jak z niewiadomych przyczyn zostały wysadzone w powietrze. Tymczasem umiera schorowany Rzecki. Cały interes Wokulskiego przechodzi w ręce kupców żydowskich. Izabela Łęcka, tracąc szansę na zamążpójście, wyjeżdża z zamiarem wstąpienia do klasztoru.

### Pamiętnik starego subiekta
Zarówno w pierwszy, jak i drugi tom powieści wplecione są rozdziały Pamiętnika starego subiekta. Są one pisane jako pamiętnik Ignacego Rzeckiego. Narrator pamiętnika pisze go po kryjomu i wyżala się w nim z tego, czego nie może powiedzieć nikomu. Główne wątki pamiętnika to wspomnienia samego Rzeckiego z jego młodości (powstanie na Węgrzech) i przyjaźni z samobójcą Katzem oraz aktualnych wydarzeń związanych ze Stanisławem Wokulskim. Często pojawiają się subiektywne opisy panującej sytuacji politycznej.

## Bohaterowie

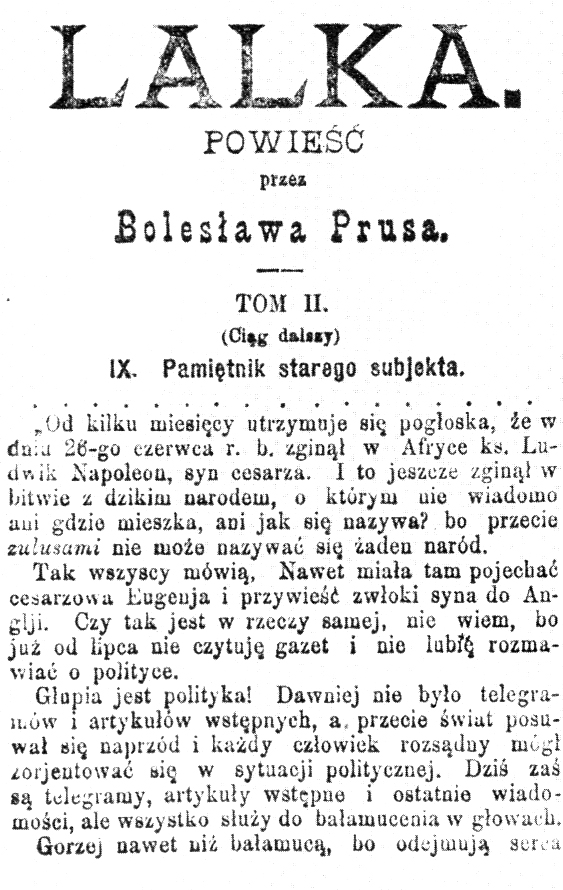
Pierwodruk Lalki w „Kurierze Codziennym” z 1889 roku

W publikacji prasowej z 1937 podano, że prototypy postaci Lalki żyły w Lublinie.

### Stanisław Wokulski
Stanisław Wokulski jest głównym bohaterem powieści. Jego wyrazista postać w polskiej kulturze masowej stała się symbolem przedsiębiorczości, łączy w sobie cechy romantyka i pozytywisty.

### Izabela Łęcka
Pochodzi ze starej, arystokratycznej rodziny, która stoi na krawędzi bankructwa. Jest niezwykle piękna, o posągowej urodzie. Wychowana w typowy dla arystokracji sposób: w świecie „wiecznej wiosny”, w salonach, na królewskich dworach, na balach i rautach, otoczona tłumem wielbicieli, którzy liczą na olbrzymi posag. Kiedy majątek wyczerpuje się, ojciec usilnie namawia ją, by wyszła za mąż za człowieka, którego stać na zapewnienie jej życia godnego arystokracji. Taki trafia się w osobie Wokulskiego. Początkowo Izabela nie jest w stanie zaakceptować związku z mężczyzną niższego stanu. Ze wstrętem wyobraża sobie siebie, jako „kupcową”. Nie potrafi docenić poświęcenia, nie mówiąc o miłości do Wokulskiego. Ale charakter Łęckiej wyklucza miłość do kogokolwiek. Jak pisze J. Bachórz: „...jej oziębłość uczuciowa pochodzi w jakiejś mierze z wychowania w takiej sferze towarzyskiej, w której miłość uważano za niestosowność: tu »usta jadły, żołądki trawiły, a buciki rozmawiały o uczuciach lodowatych serc i marzeniach głów niezawrotnych«”. Owszem, potrafi kokietować mężczyzn, flirtować z nimi, zabawiać ich rozmową, ale żadnemu nie potrafi okazać uczuć. Potrzebę kochania realizuje, poprzez „romans” z zimną rzeźbą Apolla, który jest niejako odbiciem jej samej. Kiedy okazuje się, że zamążpójście za Wokulskiego jest konieczne ze względów finansowych, przyjmuje jego oświadczyny (głównie ze względu na prośby ojca). Jednak nawet wtedy nie potrafi być z nim szczera. Jej sytuację i charakter świetnie obrazuje legenda o księżniczce i złotej szpilce, opowiedziana przez Węgiełka w rozdziale Lasy, ruiny i czary (t. II, rozdz. VII).
Izabela Łęcka to jedna z największych femme fatale w polskiej literaturze. Tragizm tej postaci polega na tym, że nie zdaje sobie sprawy ze zła, jakie wyrządza innym i sobie samej.

### Ignacy Rzecki

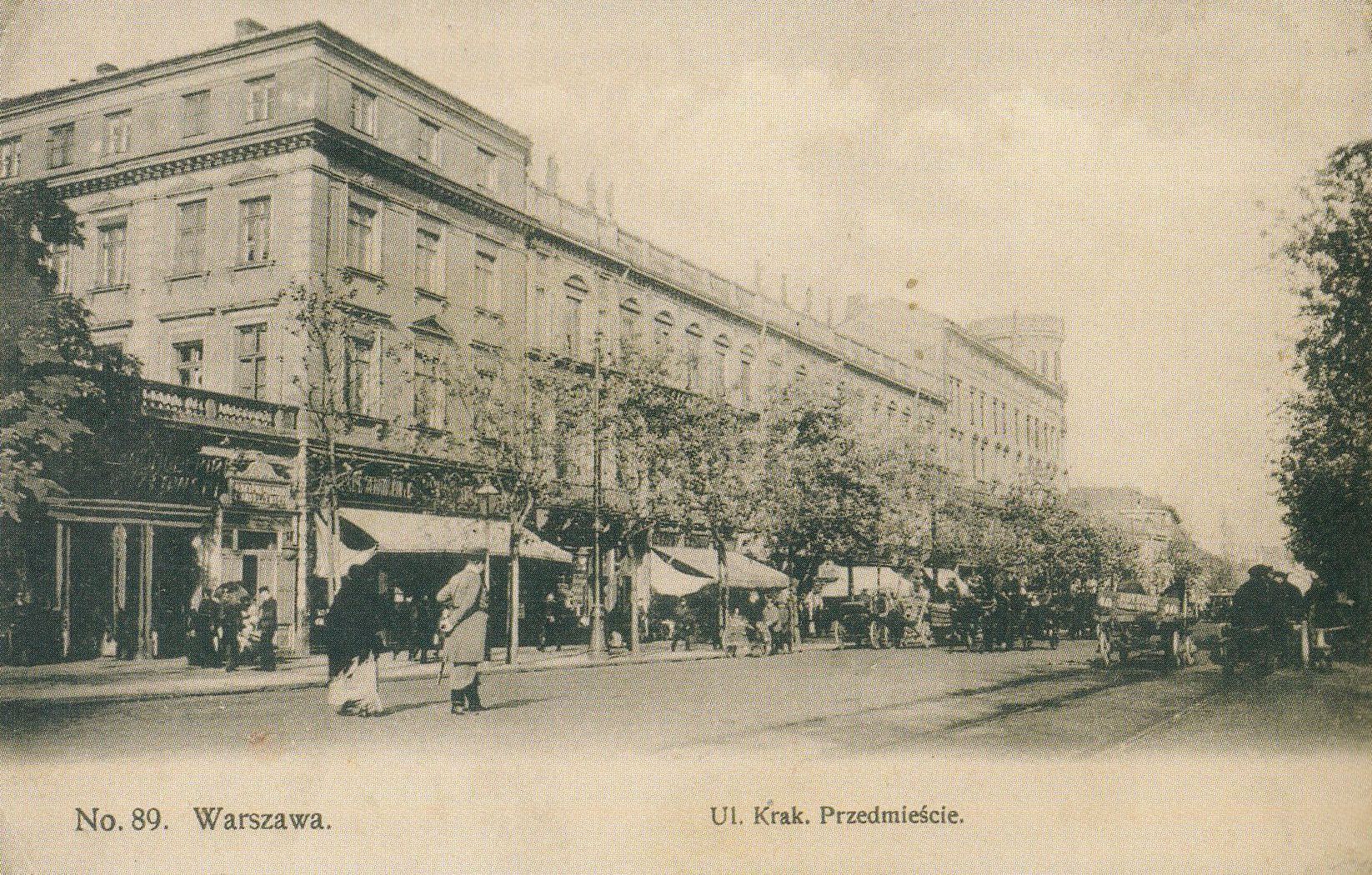
Kamienica Józefa Grodzickiego przy Krakowskim Przedmieściu 7, gdzie miał mieszkać Ignacy Rzecki

Pochodził z niższej warstwy społecznej, wychowany w duchu patriotycznym, czemu dał wyraz uczestnicząc w powstaniu węgierskim 1848 walcząc „o wolność waszą i naszą”. Jest człowiekiem starej daty: gorącym bonapartystą i zapatrzonym w przeszłość romantykiem. Jego kalkulacje polityczne są dość naiwne, wierzy w rychłą wojnę, która przyniesie Polsce niepodległość, nadal po 1871 roku jest zapatrzony we Francję.
Choć sam nazywa siebie starym, w rzeczywistości ma niewiele więcej lat niż Wokulski – w czasie głównej akcji powieściowej ma ok. 50 lat.
Pracuje jako subiekt w sklepie Mincla, a potem Wokulskiego, bardzo się przyjaźni z przełożonymi. Pracuje z wielkim uczuciem, przy tym jest niezwykle skromny i oddany swojemu zajęciu, jednak zupełnie nie umie poradzić sobie w życiu. Po sprzedaży sklepu jest spychany na drugi plan i nieustannie kontrolowany. Nie umie dojść do wniosku, że jego życiowe ideały legły w gruzach. Ostatecznie umiera w wielce symbolicznej scenie w swoim miejscu pracy, które tak ukochał. Był starym idealistą, który okazał się nie przystawać do czasów w których żył. Przez zamieszczenie w powieści „Pamiętnika starego subiekta” staje się drugim pierwszoplanowym narratorem utworu.

### Julian Ochocki
Czytelnik poznaje Juliana Ochockiego po raz pierwszy, gdy przychodzi on do kościoła karmelitów pw. Wniebowzięcia NMP i św. Józefa Oblubieńca w Wielką Sobotę 1878, aby pomóc Izabeli Łęckiej (kuzynce, w której skrycie się kocha) podczas świątecznej kwesty dobroczynnej, w 41 odcinku Lalki, wydrukowanym 29 listopada 1887. Jest 28-letnim kawalerem, którego charakteryzują zgorzknienie życiowe, często niedojrzałe zachowanie, krnąbrność, impertynencja, indywidualizm na granicy egotyzmu, a jednocześnie wdzięk i urok. Stanowi uosobienie przemian, jakie następowały w polskim życiu kulturalnym końca lat 80. XIX w. (a więc dekadę później od czasu powieściowego) – przede wszystkim zmiany pokoleniowej. Skupia w sobie rodzące się w czasie realnym powstawania Lalki tendencje modernistyczne, przede wszystkim pesymizm, poczucie kryzysu kultury, krytykę świata, który „chyli się ku upadkowi” i filisterskiego drobnomieszczaństwa; Ochocki jest przekonany o własnej wyższości. Jego dziedziną nie jest jednak sztuka, a nauki ścisłe – między innymi idée fixe machiny latającej. Jednak ze względu na to, że jest przedstawicielem okresu przejściowego, to został pozbawiony charakterystycznego dla późniejszych dekadentów estetyzmu. W pierwszym tomie powieści bohater przyznaje, że nęka go tęsknota, czuje się przy tym człowiekiem zdesperowanym i niespełnionym, jest rozczarowany ograniczeniami, nie ma poczucia bezpieczeństwa. Mówi: Zajmuję się wszystkim; czytam i pracuję od rana do nocy, ale – nie robię nic. Kiedy pomyślę, że w dwudziestym ósmym roku tylko tyle zrobiłem, ogarnia mnie desperacja. Mam ochotę albo porozbijać swoje laboratorium i utonąć w życiu salonowym, do którego mnie ciągną, albo – trzasnąć sobie w łeb... Potrafi jednak zdobyć się na entuzjazm, kiedy np. dowiaduje się, że Wokulski odbył podróż balonem, a przy pierwszej rozmowie z nim opowiada przejęty o pomyśle zbudowania machiny latającej (Oszaleję, albo... przypnę ludzkości skrzydła...). Nie wierzy przy tym w Boga, chociaż czytelnik dowiaduje się o jego ateizmie tylko z wypowiedzi barona. Często zachowuje się niekonwencjonalnie, a przez to sprzecznie z obowiązującymi normami towarzyskimi, co budzi np. oburzenie Wąsowskiej. Pogardliwie wyraża się także o warstwie społecznej, do której przynależy – arystokracji. Jest to postać niejednolita, pełna sprzeczności, oscylująca pomiędzy zblazowaniem a entuzjazmem, pomiędzy apatią a maksymalnym napięciem emocjonalnym. W powieści nie pojawia się monolog wewnętrzny bohatera, czytelnik więc nie poznaje jego myśli i przeżyć. Za jego pierwowzór uważa się Juliana Ochorowicza.

### Bohaterowie drugoplanowi
- Tomasz Łęcki – ojciec Izabeli. Jest typowym arystokratą i w takim duchu wychował córkę. Jego postępowanie jest dowodem totalnej nieodpowiedzialności ze strony arystokracji. Posiadał kiedyś spory majątek, ale strwonił go na zagraniczne wojaże i wystawne życie. Bankructwo nie skłoniło go jednak do zmiany postępowania. Żyje beztrosko z dnia na dzień. Zamiast ograniczać wydatki, zaczął wyprzedawać pozostałe mu jeszcze dobra (rodzinne srebra, kamienicę). Jego wysokie mniemanie o sobie nie przeszkadza mu wykorzystywać Wokulskiego jako „maszynki do zarabiania”. Liczy na wysokie profity z założonej przez Stanisława spółki. Nie ma przy tym zielonego pojęcia o interesach, a duże zyski (które są faktycznie jałmużną od Wokulskiego) traktuje jako dowód swojego biznesowego geniuszu. Mimo ojcowskiej miłości, córka jest dla niego niemal przedmiotem transakcji – chce wymienić ją na bogatego zięcia, który jest w stanie zapewnić im dostatnie życie. Tomasz Łęcki umiera na atak apopleksji, prawdopodobnie na wieść, że marszałek zrezygnował ze starań o rękę panny Izabeli.
- baronostwo Krzeszowscy – małżeństwo żyjące w separacji, której powodem była prawdopodobnie tragiczna śmierć córeczki. Baronowa, której udało się zgromadzić dość pokaźny majątek, mieszka w kamienicy Łęckich, mimo że nie czuje się tam dobrze (dokuczają jej sąsiedzi, lekceważy dozorca). Ma sentyment do mieszkania, gdyż znajduje się tam ulubiony pokój córki, który pozostał niezmieniony od jej śmierci. Jest zgryźliwą histeryczką, niemal nigdy nie opuszcza mieszkania, dręczy służbę, a jej ulubionym zajęciem jest pisanie złośliwych anonimów. W końcowej części utworu baronowa kupuje kamienicę i usuwa z niej większość lokatorów. Baron z kolei to lekkoduch, wydający krocie na karciane długi i wyścigi konne. Ruina finansowa zmusza go w końcu do pogodzenia się z żoną i zamieszkania razem.
- Członkowie spółki Wokulskiego – Prus zaludnił ową spółkę galerią barwnych postaci, których czytelnik zwykle nie zna nawet z imienia. Należą do nich: hrabia „Anglik” – zmanierowany starzec, który, podporządkowując się ówczesnej modzie, mówi po polsku z angielskim akcentem, okraszając każdą wypowiedź mnóstwem anglicyzmów, czy książę, wiecznie mówiący o „nieszczęśliwym kraju”.
- Minclowie – to rodzina reprezentująca solidne mieszczaństwo pochodzenia niemieckiego. Jeszcze ich babka nie znała słowa po polsku, zresztą pomiędzy braćmi Franzem i Janem trwa spór o przynależność narodową. Utrzymują się, prowadząc sklep galanteryjny, którego obroty systematycznie powiększają, z pokolenia na pokolenie. Kiedy ostatni z Minclów umiera, jego majątek przejmuje żona, która z kolei wnosi sklep w posagu Wokulskiemu. Ciepło w swoim pamiętniku wspomina ich Rzecki, który pracował u nich jako subiekt. Praca ta, była dla młodego Ignacego prawdziwą szkołą życia. Pierwowzorem starego Jana Mincla z powieści był kupiec lubelski Jan Nepomucen Mincel[42].
- Marianna – prostytutka. Wokulski poznaje ją w kościele w czasie wielkosobotniej kwesty; znajduje jej inną pracę i opłaca mieszkanie. W końcowej części powieści wychodzi za Węgiełka.
- Bracia Wysoccy – jeden z nich wegetuje w ubogim domku na warszawskim Powiślu. Wokulski ofiarowuje mu pewną kwotę i zapewnia pracę. Drugiemu organizuje przeniesienie do pracy na kolei w Skierniewicach, co okazuje się zbawienne dla Wokulskiego, ponieważ kiedy próbuje popełnić samobójstwo, życie ratuje mu właśnie Wysocki.
- Węgiełek – rzemieślnik, „złota rączka” z Zasławia. Wokulski poznaje go, gdy, na spacerze z Izabelą, oprowadza ich po ruinach zamku w Zasławiu. Przyciąga jego uwagę, gdy opowiada legendę, o „księżniczce ze złotą szpilką”. Stanisław ofiarowuje mu pieniądze i zapewnia kwaterę w Warszawie, co umożliwia młodemu chłopakowi zdobycie zawodu. Później, gdy ten chce żenić się z byłą prostytutką Marianną, Wokulski finansuje ich wesele.
- Geist – były wielki uczony, obecnie opętany wizją stworzenia metalu lżejszego od powietrza. Wokulski spotyka go podczas wyprawy do Paryża. Próbuje przekonać Wokulskiego do swego projektu, wykłada swoją życiową filozofię, gdzie ludzkość podzielona jest na ludzi prawdziwych i bestie w ludzkiej skórze, a wynalazki przynosiły zło tylko dlatego, że dostawały się w ręce niewłaściwych ludzi. Wokulski od tego momentu będzie miał dylemat czy pracować z Geistem, czy starać się o pannę Łęcką. Prototyp tej postaci znajduje się we wcześniejszej, niedokończonej powieści Prusa pt. Sława.
- Mraczewski – przystojny, wytworny subiekt w sklepie Wokulskiego. Jako sprzedawca niezwykle uprzejmy, potrafiący w sposób ugrzeczniony manipulować klientem, aby skłonić go do zakupu. Według Tadeusza Budrewicza(inne języki) tworząc strategię handlową Mraczewskiego, Prus inspirował się uwagami Herberta Spencera zawartymi w pracy Moralność handlowa[43]. W odcinkowym wydaniu Lalki, publikowanym w „Kurierze Codziennym”, postać ta nazywała się Moraczewski, jednak wobec listownego protestu mieszkającej w Warszawie rodziny Moraczewskich, Prus nazwisko zmienił. Moraczewski stał się Mraczewskim w odcinkach II tomu i w późniejszych wydaniach książkowych[44].

## Społeczeństwo

### Arystokracja i szlachta
Arystokracja w powieści reprezentowana jest przez Izabelę Łęcką, jej ojca Tomasza, a także Juliana Ochockiego, państwa Krzeszowskich, Starskiego oraz postacie pojawiające się w Zasławiu.
Arystokracja i szlachta są w powieści przedstawione jako warstwy anachroniczne, które nie pełnią już żadnej istotnej funkcji społecznej, a pielęgnują jedynie w sobie przekonanie o własnej wyższości wobec innych warstw, wspomnienia dawnych czasów i kosztowne nawyki.

### Mieszczaństwo
Mieszczaństwo jest w Lalce przedstawiane poprzez kontrastowe zestawienie go z arystokracją i szlachtą.

#### Polacy
Mieszczaństwo polskie przedstawione jest za pomocą epizodycznych bohaterów, do których zalicza się Szprota, Deklewskiego oraz Węgrowicza. Polacy w „Lalce” ukazani są w negatywnym świetle. Swój czas spędzają na obgadywaniu osób, którym udało się do czegoś w życiu dojść, jak choćby Wokulski. Głównie przebywają w knajpie oraz piją napoje alkoholowe. Chcą dorównać arystokracji, jednak nic nie robią w tym kierunku.

#### Żydzi
Do Żydów należą kupcy Szlangbaumowie (właśnie oni w finale powieści przejmują sklep i spółkę założoną przez Wokulskiego) oraz doktor Szuman. Żydzi w powieści Prusa to naród niezwykle przedsiębiorczy, aktywny i rozwijający się. Angażują się w polski ruch narodowowyzwoleńczy (powstanie styczniowe). Szczególną postacią jest Michał Szuman, lekarz i przyjaciel Wokulskiego. Prus włożył w jego usta słowa krytyki, jak i pochwały społeczności polskich Żydów. Również na przykładzie sytuacji Żydów chciał pokazać Prus trudności w realizacji pozytywistycznego ideału tolerancji.

#### Niemcy
Niemieckość jest ukazana w powieści poprzez postacie należące do starszego pokolenia rodziny Minclów, opisane w pamiętniku Rzeckiego. Bohaterowie ci skonstruowani są zgodnie z panującym ówcześnie uproszczonym stereotypem, przypisującym Niemcom takie cechy jak: dbałość o codzienny rytuał i porządek, korpulentna figura, skąpstwo, obsesyjna dbałość o interes i zarobek, brak wyobraźni i fantazji, poczciwość, ograniczone horyzonty, powolność w ruchach, nieuleganie gwałtownym emocjom, nieumiejętne posługiwanie się polszczyzną. Ewa Paczoska uważa, że Rzecki posługuje się takim stereotypem po to, aby skontrastowana z niemieckością, wizja polskości uzyskała większą atrakcyjność, dając tym samym staremu subiektowi poczucie tożsamości narodowej i związane z tym pokrzepienie i poczucie ładu.

### Pozostali

#### Studenci
Trzech studentów pojawia się po raz pierwszy w siedemdziesiątym odcinku Lalki, opublikowanym 1 lutego 1888 roku (32 numer „Kuriera”). Ich wprowadzenie do powieści wiązało się z wizytą złożoną przez Wokulskiego w kamienicy Łęckich. Wśród nich tylko Maleski i Patkiewicz zostają wymienieni z nazwiska. Na kartach powieści epizodycznie pojawiają się siedmiokrotnie: podczas wspomnianej wizyty Wokulskiego w kamienicy, kiedy Rzecki i Wirski odwiedzają ich na stancji, kiedy zrzucają śledzia na baronową Krzeszowską, w momencie gdy student (nie wymieniony z imienia) odwiedza Rzeckiego, kiedy Maleski i Patkiewicz zeznają przed sądem, podczas rozmowy z Krzeszowskim przed wyprowadzeniem się z kamienicy (żartują wówczas z Maruszewicza) oraz kiedy wyprowadzają się z kamienicy.
Studenci w latach 80. XIX w. stanowili niewielki procent mieszkańców Warszawy – około 0,26%. Pomimo ingerencji władz carskich w przemianowanie Szkoły Głównej w Uniwersytet Warszawski, będący pod kontrolą zaborcy, cieszyli się wśród mieszkańców miasta niesłabnącą sympatią. W powieści najbardziej im przychylny jest Ignacy Rzecki, wyrażając się o nich „poczciwe studenciny”, „przyjemni młodzieńcy”, „Patkiewicz – kochany chłopak”. Obdarza ich też sympatią Wirski oraz pani Misiewiczowa.
Badacze podkreślają, że studenci mieli wyraźne poglądy socjalistyczne. Tak też ich charakteryzuje baronowa Krzeszowska. Literaturoznawca Jakub A. Malik uważa jednak, że ich idee to poza i wygłup, mające na celu wzburzenie mieszczańskiego i filisterskiego środowiska ówczesnej Warszawy. Przypisywany im socjalizm został w powieści zrównany z udawaniem nieboszczyka przez Patkiewicza, stukaniem czaszką w okno Krzeszowskiej, oblewaniem jej śmierdzącymi płynami, chodzeniem po mieszkaniu w półnegliżu itd. Według badacza Prus pragnął ośmieszyć w ten sposób ideę socjalizmu i pokazać, że nie należy się z nim liczyć. Miało to być wyrównanie osobistych porachunków pomiędzy rzeczywistymi studentami-socjalistami a Prusem, który został przez nich spoliczkowany.
Jakub Malik dowodzi także, że studenci prowadzili w gruncie rzeczy tryb życia cyganerii artystycznej, a ich jedynym celem była walka z filistrem, którą podejmowali m.in. poprzez epatowanie hasłami socjalistycznymi. Nie byli wprawdzie artystami, ale w samym środowisku cyganerii twórczość artystyczna stanowiła często czynność dodatkową – jej członków łączyły przede wszystkim więzi towarzyskie. W Lalce mianem filistra został nazwany po raz pierwszy Rzecki, jednak w rezultacie udaje mu się uzyskać sympatię studentów. Ich ofiarami stają się przede wszystkim baronowa Krzeszowska oraz Maruszewicz.

## Kompozycja i konstrukcja powieści

### Lalkawobec realizmu i tradycji powieściowej
Lalka posiada wiele cech powieści realistycznej – przede wszystkim czas akcji jest określony bardzo dokładnie (wykracza poza akcję właściwą i dzięki wspomnieniom postaci obejmuje okres od 1840 do 1879 roku, wspominane są liczne wydarzenia i postacie autentyczne (m.in. Otto von Bismarck, Napoleon Bonaparte, zamach Maxa Hödela na cesarza Wilhelma Hohenzollerna czy obecność Rossiego w Warszawie). Ścisły jest również opis miejsca akcji – Warszawy. W powieści występują autentyczna topografia miasta i zgodny z rzeczywistością sposób życia jego mieszkańców. Jednak Lalka nie jest całkowicie zgodna z poetyką klasycznego realizmu – powieść Prusa charakteryzuje się obecnością licznych postaci, motywów i epizodów. Wydarzenia pojawiają się często w sposób niewynikający z prostych relacji przyczynowo-skutkowych; a wszechwiedzący, obiektywny trzecioosobowy narrator nie dostarcza pełni informacji o świecie przedstawionym – czytelnik dowiaduje się również wiele z subiektywnych wypowiedzi postaci (m.in. Rzeckiego), przemilczeń i niejednokrotnie się wykluczających plotek (np. radca Węgrowicz i Rzecki podają dwa zupełnie różne powody śmierci żony Wokulskiego). Taka budowa powieści nie była zgodna z regułami klasycznego realizmu, dążącego do obiektywnego i spójnego opisu rzeczywistości, dokonywanego przez wszechwiedzącego narratora, i z tego względu spotkała się z krytyką recenzentów, zarzucających kompozycji Lalki nieuporządkowanie, chaotyczność i brak planu. Tymczasem ta mnogość wątków i zakwestionowanie możliwości przedstawienia w sposób obiektywny prawdy o świecie, zbliżają Lalkę do nowej postaci realizmu, przejawiającej się m.in. w twórczości Tołstoja i Flauberta, a zmierzającej do przedstawienia życia w jego naturalnym biegu i dynamice.
Z kolei Zygmunt Szweykowski wskazuje na związki Lalki z odmianą powieściową nazywaną romansem epok. Wskazywać na to ma fakt, że chociaż akcja Lalki koncentruje się na życiu trzech bohaterów (Wokulskiego, Rzeckiego i Ochockiego), a jej właściwa akcja obejmuje niewielki odcinek czasowy (1878–1879) rok, to jednak poprzez wprowadzenie akcji poprzedzającej (zobrazowanej w pamiętniku Rzeckiego i we wspomnieniach bohaterów) i dużej liczby postaci pobocznych, wywodzących się z różnych środowisk, powieść dąży do dania syntezy ówczesnej Polski. Charakterystyczny dla gatunku jest również motyw zwalczania się dwóch epok, zrealizowany w Lalce poprzez ukazanie ścierania się romantyzmu i pozytywizmu.
Natomiast postać i biografia Wokulskiego łączy Lalkę z tzw. powieścią rozwojową, która osnuta jest zazwyczaj wokół losów jednego bohatera i procesu jego dojrzewania wewnętrznego oraz udanych lub nie, prób osiągnięcia harmonii ze światem zewnętrznym. Bohater Prusa nie jest jednak całkowicie typowym przedstawicielem tego nurtu literackiego – chociaż bowiem przechodzi szereg prób sprostania różnym ideom i postawom, nie potrafi się również dostosować do otaczającego go środowiska, to jednak nie przechodzi on nigdy psychicznej zmiany, pozwalającej mu na harmonijne istnienie, jego osobowość jest również zbyt niejednoznaczna, jak na bohatera powieści rozwojowej.
Lalkę wymienia się również jako utwór prekursorski wobec dwudziestowiecznej powieści psychologicznej. Wskazywać na to mają wizje senne i halucynacje, pojawiające się w przedstawieniu trudnych przeżyć psychicznych bohatera oraz rozbudowane i drobiazgowe opisy psychiki Wokulskiego i innych postaci. Natomiast Olga Tokarczuk łączy warstwę psychologiczną Lalki z, powstałą później od powieści Prusa, teorią jungowską. Według pisarki powieść przedstawia dojrzewanie głównego bohatera, zgodnie ze stadiami opisanymi przez szwajcarskiego psychologa.
Z kolei humorystyczne i znaczące nazwiska niektórych postaci drugoplanowych (m.in. Szprot, Szastalski, Upadalska, Kiełbik) nawiązują do tradycji literatury dydaktycznej i satyrycznej (w tym pozytywistycznej literatury tendencyjnej), w której tego typu miana przysługiwały uschematyzowanym.

### Technika nawarstwiania i nawrotu motywów
Aby przedstawić możliwie obszernie ówczesne społeczeństwo i móc wprowadzić dużą liczbę postaci i zagadnień, Prus posłużył się techniką nawarstwiania motywów. Polega ona na wprowadzeniu do utworu licznych motywów, które są silnie osadzone w akcji powieści i rozwijają się równolegle do wątku głównego, ale jednocześnie są autonomiczne i niezależne wobec niego. Tak więc od wątku miłosnego, będącego głównym motywem powieści, wyprowadzane są kolejne poboczne motywy, tworzące osobne epizody. Np. miłość Wokulskiego do Izabeli prowadzi do zakupienia przez niego kamienicy Łęckich. To wydarzenie pozwala pisarzowi wprowadzić do utworu nowe postacie (m.in. studentów, Stawską), miejsca (np. salę sądową), wydarzenia oraz konflikty (m.in. proces o lalkę) oraz pozwala na przedstawienie znanych już postaci w nowych okolicznościach (np. baronową Krzeszowską). Podobnie nowe wątki wynikają z zerwania Wokulskiego z Izabelą i jego wyjazdu do Paryża oraz ponowne nawiązanie kontaktu z ukochaną i wynikający z tego pobyt w Zasławiu. Wątek główny ma również tendencje do rozszerzania się na inne postacie – o ile główny wątek miłosny dotyczy Wokulskiego i Izabeli, to jednak zakochani są również liczni bohaterowie poboczni.
Charakterystyczna dla powieści jest również technika nawrotu motywów – poszczególne motywy (np. życie danej postaci) nie są charakteryzowane od razu i w pełni, ale wprowadzane są stopniowo i obserwowane z różnych punktów widzenia (np. działania Wokulskiego są obserwowane przez niego samego, przez Rzeckiego, pannę Izabelę i ogół społeczeństwa). Pozwala to pisarzowi na szersze przedstawienie opisywanej rzeczywistości, a także na rozwinięcie motywu złudzeń i ich zetknięcia z rzeczywistością, która okazuje się nie być taka, jak się danej postaci wydaje.

### Lalkawobec naturalizmu
Powieść Prusa zawiera liczne związki z poetyką naturalizmu. Postacie są bardzo silnie związane ze środowiskami, z których pochodzą i pochodzenie to jest zawsze uwypuklone w utworze. Nie może ono być zatarte, niezależnie od działań i jednostkowych wysiłków postaci i wpływa na ich postępowanie. Np. Izabela nawet w złej sytuacji materialnej pozostaje arystokratką, Wokulski pozostanie mieszczaninem, niezależnie od swoich wysiłków, a postępowanie Szumana jest przez całą akcję związane z jego żydowskim pochodzeniem. Obraz społeczeństwa w Lalce jest natomiast związany z charakterystycznymi dla naturalizmu, motywami choroby i rozkładu. Pojawiają się: motyw alkoholizmu i hulaszczego trybu życia (baron Krzeszowski), wynaturzenia seksualne (oziębła, a jednocześnie pożądająca posągu Apollina, Izabela czy też podniecone kobiety podczas występu Molinariego), stany anormalny i chorobowy (histeria baronowej Krzeszowskiej).

### Pamiętnik Rzeckiego
Jednym z elementów kompozycji Lalki jest włączenie w nią osobnej powieści – prowadzonego przez Rzeckiego pamiętnika, zawierającego wspomnienia tej postaci i jego obserwacje na tematy bieżące. Pamiętnik utrwala wizerunek Rzeckiego jako romantyka – pisanie pamiętników było właściwe ludziom tamtej epoki, a ponadto ta forma nawiązuje do romantycznego gatunku gawędy.
Pamiętnik opowiada o młodości Rzeckiego, jego rodzinie i pracy w sklepie Minclów. Zawiera też wspomnienia Wiosny Ludów i przyjaciela Rzeckiego, Augusta Katza. Obejmuje też historię Wokulskiego, zawierając zarówno wydarzenia z jego przeszłości, jak i te które rozgrywają się w powieściowej teraźniejszości. Rzecki nie relacjonuje jednak tych wydarzeń w dokładnym porządku chronologicznym i zdarza mu się opisywać wydarzenia wcześniejsze po późniejszych, jednak generalnie w I tomie więcej miejsca poświęca stary subiekt przeszłości, w II – wydarzeniom bieżącym. Dodatkowo wraz z rozwojem akcji powieściowej jego znaczenie jest coraz większe i coraz więcej wydarzeń czytelnik poznaje za jego pośrednictwem.
Pamiętnik starego subiekta służy rozciągnięciu czasu akcji oraz umożliwieniu pojawienia się w powieści większej rozmaitości wątków. Dzięki przedstawieniu przeszłości pokazuje też ciągłość historyczną opowiadanej przeszłości – wydarzenia można w pełni interpretować dopiero znając ich dawny kontekst lub skutki.

### Niekonsekwencje w powieści
Prus zapewniał, że fakt, iż książka ukazywała się w odcinkach i była pisana na bieżąco, nie wpłynął na jego pracę, ponieważ kompozycję, temat i materiały do Lalki opracowywał przez kilka lat. Jednak Ludwik Grzeniewski, jeden z badaczy Prusa, twierdzi, iż taka metoda pracy oraz brak osoby, która nadzorowałaby pracę pisarza, sprawiły, że w Lalce znaleźć można szereg niekonsekwencji. Niektóre z nich to m.in.:
- informacje dotyczące mieszkania Wysockich – podczas spotkania z Wysockim na ulicy Radnej Wokulski dowiaduje się, że furman mieszka właśnie na tej ulicy, w niskiej lepiance. Później jednak Wokulski, każąc Mariannie zamieszkać u Wysockich, lokalizuje mieszkanie furmana na Tamce. Nie może też on nadal mieszkać w nędznej lepiance – Węgiełek wprowadza się do niego „na górę”, co wskazuje, że Wysoccy zamieszkiwali piętrowe mieszkanie. Nigdzie w książce nie pojawia się informacja o przeprowadzce furmana;
- lokaj Krzeszowskich – w trakcie powieści imię tej postaci zmienia się z Konstantego na Leona. Nie wiadomo również, gdzie mieszka – baronowa proponuje mu, aby wprowadził się do mieszkania po studentach, potem jednak Rzecki pisze w pamiętniku, że mieszkanie to stało puste przez kilka miesięcy, a następnie znowu zostało zajęte przez Patkiewicza i Maleskiego;
- lokalizacja mieszkania Stawskiej – w pierwszym tomie zajmowała ona oficynę z prawej strony korytarza, w drugim natomiast – z lewej;
- uczestnictwo Wokulskiego w nabożeństwach kościelnych – zarówno Rzecki, jak i Wokulski wspominają, że żona Wokulskiego kazała mu często bywać ze sobą w kościele, sam Wokulski przed kościołem Karmelitów wspomina jednak, że w kościele nie był od bardzo dawna i potrafi przypomnieć sobie tylko dwie takie okoliczności – swój ślub i pogrzeb żony;
- przyczyny ślubu Wokulskiego z wdową po Minclu – w powieści podawane są dwie różne przyczyny tej decyzji – rezygnacja Wokulskiego ze złudzeń i ideałów romantycznych lub konieczność materialna, zagrożenie bohatera nędzą[78].

Jednak sam Prus, odpowiadając na zarzuty Świętochowskiego, dotyczące niekonsekwencji fabularnych, twierdził, że sprzeczności nie ma, a niekonsekwentne wypowiedzi postaci są przez niego zaplanowane. Np. różnice w podanych w powieści przyczynach śmierci żony Wokulskiego tłumaczył tym, że jeden z powodów – przejedzenie – podany jest przez plotkarza Węgrowicza, a drugi – posmarowanie się odmładzającym kosmetykiem – przez Rzeckiego; tak więc przyczyna pierwsza pochodzi od postaci niewiarygodnej i powinna być przez czytelnika traktowana jako pogłoska, druga natomiast może być uznana za fakt, ponieważ mówi o niej postać pozostająca blisko Wokulskiego.
Te niekonsekwencje wiążą się ze sposobem prezentacji wydarzeń i postaci w powieści – są one pokazywane w różnych wariantach: za sprawą trzecioosobowego narratora, ale też pozostałych postaci, ich opinii i plotek, a także we własnych wspomnieniach, rozważaniach i działaniach. Często więc zamiast stabilnej i pewnej wiedzy o świecie przedstawionym czytelnik otrzymuje szereg wątpliwości i opinii. Najsilniejszym tego przykładem jest zakończenie Lalki – czytelnik nie otrzymuje jasnej informacji o dalszych losach Wokulskiego, a jedynie sprzeczne ze sobą domysły i opinie innych postaci (Szumana, Rzeckiego i Ochockiego), z których żadna nie jest przez narratora usankcjonowana jako prawdziwa.

### Obrazki i szkice fizjologiczne
Prus, w celu przedstawienia szerokiej panoramy ówczesnego społeczeństwa polskiego, zawarł w powieści ciągi literackich obrazków czy szkiców fizjologicznych, a więc literackich studiów na temat danych miejsc (np. dzielnic, regionów, miast), zawodów, zjawisk obyczajowych, typów osobowości itp. Do obrazków należą m.in. scena z jadłodajni na Krakowskim Przedmieściu, przedstawienie kwesty wielkanocnej, czy biedy Powiśla, a do szkiców fizjologicznych – wizerunki niektórych postaci, np. z rodziny Łęckich. Sekwencje obrazków i szkiców fizjologicznych były ówcześnie popularnym sposobem przedstawiania szerokiej panoramy społecznej, chwyt ten zastosował m.in. Józef Ignacy Kraszewski w Latarni czarnoksięskiej i Józef Korzeniowski w Wyprawie po żonę.

### Narracja
Narrator Lalki to narrator trzecioosobowy, wszechwiedzący. Jego wypowiedzi zajmują w powieści stosunkowo niewiele miejsca w stosunku do wypowiedzi postaci (dialogicznych i monologicznych), ich rozmyślań oraz stworzonych przez nie dokumentów (np. pamiętnika, listów). Narrator jest przede wszystkim obserwatorem zdarzeń, unika ferowania ocen moralnych, jednocześnie jednak jego wypowiedzi nie są pozbawione emocji – narrator pozwala sobie niekiedy na żart, ironię, szyderstwo czy wzruszenie. Niekiedy narracja trzecioosobowa jest zastępowana przez mowę pozornie zależną.

## Styl utworu
Język narracji jest jasny, obiektywny i zwięzły. Narrator unika nadmiernych zdobień stylistycznych, chętnie posługuje się zdaniami nierozwiniętymi i równoważnikami zdań, unika inwersji, a jego słownictwo jest neutralnie nacechowane. W opisach rozmyślań Wokulskiego występują często poetyzmy, najczęściej banalne i spospolitowane, z kolei dla opisu niektórych zjawisk narrator może posługiwać się ironią lub budzić efekt komizmu poprzez hiperbolę. Często pojawiają się też paralelizmy składniowe i nagromadzenia.
Język postaci jest w sposób charakterystyczny dla części ówczesnych powieści realistycznej zgodny z pozycją społeczną, inteligencją, wykształceniem i emocjami mówiącego. Wypowiedzi bohaterów są poddawane odpowiedniej stylizacji, np. pojawia się w Lalce język środowisk: studenckiego, żydowskiego, prawniczego czy język gwarowy itp. Dodatkowo wypowiedzi postaci mają cechy języka mówionego – występują w nich poprawki, powtórzenia i zwroty retardacyjne. Dla oddania żywej mowy pisarz chętnie wykorzystuje środki interpunkcyjne – wielokropki, myślniki, cudzysłowy, wykrzykniki i ich różnorakie kombinacje.
Pamiętnik Rzeckiego ma styl podobny do pozostałych części powieści, jest on jednak znacznie bardziej humorystyczny. Wytworzeniu takiej tonacji służą hiperbole, wypowiedzi ironiczne, porównania i nagromadzenia. Rzecki nie posługuje się natomiast poetyzmami.

### Planowana kontynuacja
Bolesław Prus przyznał, że około 1885 był zafascynowany tematyką o znaczeniu fantastycznym, a mianowicie istnieniem metalu lżejszego od powietrza. Miała ona posłużyć do stworzenia fabuły powieści, rozgrywającej się w Paryżu. Pisarz planował wydać powieść pod tytułem Sława i jak sam przyznał, świadomie zapowiedział ją w ostatnim fragmencie Lalki w zagadkowym zakończeniu.

Teraz zrozumiał (Wokulski), że tą czystą i wieczną pięknością jest Sława, i że na jej szczytach nie ma innej uciechy nad pracę i niebezpieczeństwa.

## Lalka wobec ówczesnej nauki
Wpływ współczesnej Prusowi nauki na jego powieść objawia się w sposobie konstruowania postaci. Pisarz zrezygnował w tym zakresie z modnej ówcześnie i chętnie stosowanej w literaturze fizjonomiki, zgodnie z którą cechy osobowościowe miały odzwierciedlać się w wyglądzie postaci – w Lalce szlachetne i piękne oblicze nie jest niezawodnym wskaźnikiem szlachetnego i pięknego charakteru. Zamiast tego chętnie korzysta z wiedzy o wyrażaniu się emocji w nieświadomych reakcjach fizjologicznych, zaczerpniętej m.in. z pracy Karola Darwina Wyraz uczuć u człowieka i zwierząt – zgodnie z tą wiedzą bohaterowie Lalki niezwykle często rumienią się, drżą, sinieją czy bledną pod wpływem emocji. Z kolei halucynacje, sny i urojenia postaci (miewają takie pod wpływem lęku m.in. panna Izabela czy Rzecki) związane są z zainteresowaniem Prusa ówczesną psychologią, m.in. z pracą Wiktora Feliksa Szokalskiego Fantazyjne objawy zmysłowe oraz Hippolyte’a Taine’a O inteligencji. Dodatkowo w nerwicach i zaburzeniach psychicznych trapiących wielu spośród bohaterów powieści widoczne są echa popularnego wówczas przekonania (wyrażonego m.in. w pracy Richarda Kraffta-Ebinga Nasz wiek nerwowy (nasze zdrowe i chore nerwy)), że wzrastające tempo życia, gwałtowny postęp i zmiany sytuacji społecznej sprzyjały pojawieniu się tego typu zaburzeń w tamtym czasie.
Również bohaterowie powieści są zaznajomieni z ówczesną nauką – o darwinizmie myśli i wspomina kilka postaci (m.in. Wokulski, prezesowa Zasławska, Ochocki).

## Motywy powieściowe

### Motywy romantyczne
Prus wprowadził do powieści szereg motywów romantycznych. Najsilniej z tą epoką łączy się postać Rzeckiego – należą do niej: jego wiara w wybitne, genialne jednostki o wyjątkowej roli politycznej (ród Bonapartów i Wokulski) i w powszechną sprawiedliwość, a także przyjmowane przez niego role życiowe, typowe dla epoki romantyzmu (spiskowiec, żołnierz walczący o wolność, emigrant), jest również platonicznym kochankiem, wielbiącym z daleka Stawską. Przy czym motywy romantyczne w postaci Rzeckiego zostały dopasowane do psychiki prostego, przeciętnego człowieka, jakim był stary subiekt i umieszczone w ramach jego życia codziennego.
Postacią romantyczną jest także częściowo Wokulski. Z tą epoką łączy go postawa życiowa, oparta jednocześnie na głębokim konflikcie ze społeczeństwem i wolą radykalnej zmiany i poprawy rzeczywistości; walka pomiędzy własną indywidualnością a poczuciem obowiązku wobec wspólnoty. Szczególnie jednak ta łączność występuje w jego miłości do Izabeli, pełniącej rolę idealnej kochanki romantycznej. Miłość ta jest wielokrotnie kojarzona z twórczością Adama Mickiewicza – Wokulski, podobnie jak Gustaw z Dziadów odwiedza miejsca, w których zaznał szczęścia z ukochaną oraz wygłasza tyradę przeciwko książkom, które wzbudziły w nim niewłaściwe pragnienia. Romantyczne są również wyobrażenia Wokulskiego o Izabeli, typowe dla epoki są również kult dla nieosiągalnej kobiety arystokratycznego pochodzenia, a także wizje i nagłe olśnienia (np. na stacji w Skierniewicach), które spotykają tę postać.
Motyw nieszczęśliwej miłości romantycznej realizuje się także w postaciach prezesowej Zasławskiej i stryja Wokulskiego. Ich związek połączony jest z takimi motywami epoki jak kult pamiątek, wiara w połączenie się po śmierci i związek dusz oraz melancholia. Również towarzyszący tej miłości cytat z Mickiewicza łączy ich z romantyzmem.

### Religia
Motywy religijne w Lalce nie dotykają tematyki kościelnej – w powieści nie są ukazane bezpośrednio żadne ceremonie religijne (sceny mające miejsce w kościele dzieją się zawsze albo po, albo przed obrzędem), nie pojawia się również żadna postać kapłana obecnego w świątyni. Związane jest to z poglądami pokolenia pozytywistów, które przeżywało kryzys wiary w Kościół katolicki i poszukiwało wartości religijnych poza tą instytucją. Stąd motywy religijne w powieści Prusa nie obejmują kwestii wyznaniowych, służą natomiast skontrastowaniu postaw ludzi biednych i prostych z postawami osób zamożnych lub należących do elity społecznej. Postawy te skonfrontowane są podczas kwesty w Wielką Sobotę, kiedy to obie grupy spotykają się w kościele. Zbiórka pieniędzy prowadzona przez arystokrację okazuje się być okazją do salonowych rozmów, plotek i załatwiania interesów; obecni przed kościołem biedacy nie interesują kwestujących kobiet. Wokulski, obecny w kościele po raz pierwszy od lat, dopatruje się rzeczywistego zaangażowania religijnego dopiero w zachowaniu prostytutki, która modli się płacząc. Z refleksjami bohatera współgra rozmieszczenie światła w budynku kościoła – grób Chrystusa jest pogrążony w mroku, jedyne światło pochodzi od tac, na których znajdują się pieniądze z kwesty, sugerując, że miejsce modlitwy stało się miejscem załatwiania interesów. Światło świec sprawia również, że wyrzeźbiona twarz Jezusa ciemnieje na dźwięk głosów kwestujących arystokratek, ożywia się natomiast, przy zbliżeniu człowieka ubogiego. Całej scenie towarzyszą także cytaty z Kazania na Górze, w tym Osiem błogosławieństw, kierowane do ubogich i cichych (motyw Ośmiu błogosławieństw był stosunkowo często wykorzystywany przez pozytywistów dla nadania wymiaru metafizycznego cierpieniu ludzi z nizin społecznych).
Ukazaniu pustki duchowej elit służy również obraz ich praktyk modlitewnych – zazwyczaj służą im one do załatwiania doraźnych ziemskich interesów (np. Izabela modli się o nową suknię, a Łęcki i Krzeszowska o pomyślny wynik licytacji). Modlitwa i praktyki religijne stanowią również dla arystokracji rodzaj modnego zajęcia, pozwalającego na utrzymanie złudzenia aktywnego wpływu na rzeczywistość i zabicie nudy (modlitewniki używane są do zajęcia rąk, arystokratki rozważają możliwość ochrzczenia dziecka wodą różaną, Izabela przyjmuje w modlitwie wystudiowane pozy); często stanowią też wyraz niechęci i nienawiści – przedstawiciele arystokracji zazwyczaj modlą się o czyjąś porażkę lub nieszczęście (np. Krzeszowska prosi o karę dla Wokulskiego i swojego męża). W powieści szczerze modlą się tylko ludzie z nizin społecznych lub ubodzy duchem – Rzecki bezinteresownie ofiarowuje Mszę za Ludwika Napoleona, szczerze modlą się również bracia Wysoccy, Węgiełek, Oberman i August Katz. Nie zawsze jednak ubodzy bohaterowie charakteryzują się prawdziwą religijnością – Marianna, której modlitwa poruszyła Wokulskiego w Wielką Sobotę, kościół odwiedziła z nudów, a modliła się o chorobę swojej pani (jednak z czasem i jej postawa się zmienia – po znalezieniu pracy modliła się słowami dziecięcego pacierza).
Sam Wokulski nie jest nigdy ukazywany w trakcie odmawiania pacierza, charakteryzuje go postawa religijnego sceptycyzmu, odwiedziny w kościele z żoną wspomina jako przykry obowiązek. Badacze (m.in. Magdalena Kreft i Józef Bachórz) zwracają jednak uwagę na wewnętrzne medytacje bohatera, przypominające modlitwę (np. podczas spaceru po Powiślu i wizyty w kościele w Wielką Sobotę), jego wewnętrzne rozterki, przypominające walkę z sumieniem, związek jego wewnętrznych rozmyślań z tekstami biblijnymi (w tym księgami Hioba i Koheleta) oraz okrzyk Boże bądź miłościw, który wydaje, będąc przekonany o bliskiej śmierci. Według nich wskazuje to być może na utajone, wewnętrzne życie religijne Wokulskiego.

## Odbiór
Wkrótce po ukazaniu się powieści opublikowano w prasie pierwsze jej recenzje. 4 stycznia – Walerii Marrené („Przegląd Tygodniowy”), 6 marca – Antoniego Mazanowskiego („Kłosy”, nr 1288), 8–15 marca – Józefa Kotarbińskiego („Tygodnik Ilustrowany”, nr 10–11), 9–11 marca Kazimierza Ehrenberga (krakowski „Kurier Polski”, nr 67–68), 14 marca – Wiktora Gomulickiego („Kraj”, nr 9), Piotra Chmielowskiego („Ateneum”, t. I, s. 471–483 – pierwsza szczegółowa analiza powieści), od 23 marca do 5 kwietnia seria recenzji Bolesława Lutomskiego („Tygodnik Powszechny” nr 12–14), 11–18 kwietnia – Teodora Jeske-Choińskiego („Wiek” nr 80, 85–86), 4 lipca – w „Gazecie Warszawskiej” od 20 września do 11 października Antoniego Langego („Życie”, 38–39 i 41).
W pierwszych latach po ukazaniu się utworu recenzje zawierały mieszane opinie na jego temat – chwalili go przede wszystkim pisarze starszego pokolenia: Waleria Marrené (wskazująca na trafne ukazanie walki namiętności z rozsądkiem w kreacji głównego bohatera oraz zawarty w powieści tragizm) oraz Teodor Tomasz Jeż (akcentujący głębokie przesłanie ideowe Lalki). Pozostali spośród recenzentów, doceniali co prawda niektóre elementy powieści (m.in. cenne obserwacje, wynikające z doświadczenia dziennikarskiego Prusa, dobrze zarysowaną postać Rzeckiego, brak tendencyjności powieści i dokonany przez autora rozrachunek z cynizmem współczesności), w ich wypowiedziach przeważały jednak zarzuty wobec utworu. Krytykowano przede wszystkim kompozycję Lalki, mimo że Prus twierdził, że poświęcił temu aspektowi utworu wiele uwagi. Zarzucano jej przede wszystkim przypadkowość, brak spójności i harmonii. Według Aleksandra Świętochowskiego Prus nie miał zaplanowanej całości utworu przed przystąpieniem do pisania i komponował go na bieżąco, natomiast według Władysława Bogusławskiego braki w kompozycji wynikały z dziennikarskiego doświadczenia Prusa, dzięki któremu mógł on dobrze opracowywać drobne elementy, które jednak tworzyły raczej zbiór felietonowych obrazków niż powieść. Antoni Lange twierdził z kolei, że całość jest chaotyczna, a tomy powieści można w zasadzie czytać w dowolnej kolejności. Chaotyczność kompozycji wytykał utworowi także Józef Kotarbiński, natomiast Piotr Chmielowski uznawał za nieuzasadnione umieszczenie w tekście pamiętników Rzeckiego i ich luźne wkomponowanie w tekst. Anatol Krzyżanowski uznał natomiast, że błędem kompozycyjnym było wprowadzenie postaci Stawskiej i związanego z nią procesu o Lalkę. Recenzent powieści na łamach „Gazety Warszawskiej” zarzucił Prusowi niekonsekwencje w budowie charakterystyki postaci oraz błędy w kompozycji utworu. Pojawiały się także inne zarzuty: trudność w rozpoznaniu myśli przewodniej utworu, nieprawdopodobne sprzeczności w postaci Wokulskiego oraz pesymizm powieści.
Sam Prus w odpowiedzi na liczne recenzje, domysły i zapytania czytelników oraz krytyków napisał list datowany 8 lutego 1897. Zwrócił w nim uwagę na elementy całego utworu: materiał, temat, plan, język i styl. Autor sądził natomiast, że jego powieść odczytywana jest przez odbiorców powierzchownie – uważał, że czytelnicy nie zwracają uwagi na zawartą w powieści analizę życia społecznego i charakterystykę różnych pokoleń, a jedynie na wątek fabularny, miłosny. Poglądom tym dał wyraz w jednym ze swoich felietonów, jeszcze w czasie, kiedy Lalka ukazywała się w odcinkach. Felieton ten napisany był w formie listu przebywającego w Warszawie Anglika i dziwiącego się reakcjom polskich odbiorców na (fikcyjną) powieść o tytule Figa z Makiem lub Dziura w Moście. Prus przyznał również prywatnie swoim znajomym, że mimo pierwotnie zamierzonego planu powieści, dokonywał zmian w trakcie jej pisania, niekiedy odchodząc od pierwszych założeń, z których nie mógł się już wycofać, jako że Lalka była na bieżąco drukowana w prasie.
Lalka była odbierana przez pokolenie Młodej Polski inaczej niż przez pozytywistów – krytycy modernistyczni (m.in. Cezary Jellenta i Stanisław Brzozowski) doceniali zawarty w utworze tragizm i dramatyczne ujęcie ówczesnych problemów. Chwalono także Prusa za umiejętność łączenia w powieści pierwiastków przeciwstawnych (m.in. romantyzmu z pozytywizmem oraz realizmu i idealizmu), krytykę kultu pieniądza i dorobkiewiczostwa oraz wiarygodne psychologicznie przedstawienie sprzeczności w naturze współczesnego człowieka w postaci Wokulskiego. Ignacy Matuszewski porównywał ponadto pisarstwo Prusa do pisarstwa Dickensa, a Brzozowski uznawał autora Lalki za jednego z najwybitniejszych pisarzy końca XIX wieku.
W okresie dwudziestolecia międzywojennego Lalka została uznana za klasyczną powieść pozytywizmu i wpisana na listę lektur gimnazjalnych. Powieść cenili także badacze i pisarze okresu – chwaliła ją Zofia Nałkowska, a Jan Lechoń porównywał powieść Prusa do utworów Josepha Conrada. Pojawiły się też ówcześnie liczne prace teoretyczne poświęcone tej powieści (m.in. monograficzne opracowanie Zygmunta Szweykowskiego pt. „Lalka” Bolesława Prusa). Popularność zyskiwała także postać Wokulskiego, uznawanego za patrona polskiego mieszczaństwa.

## Adaptacje

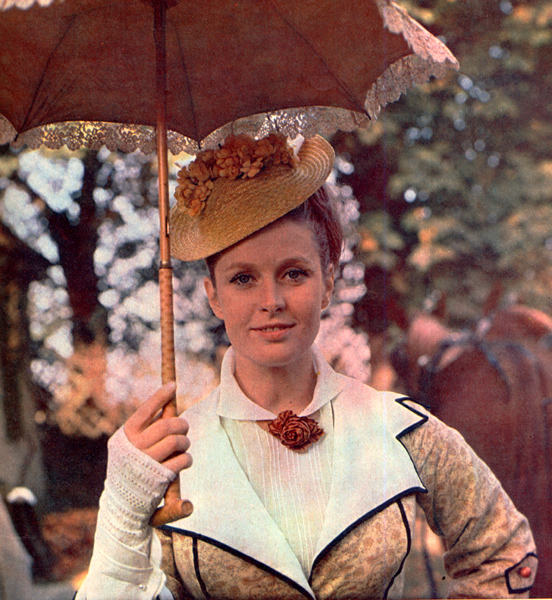
Beata Tyszkiewicz w roli Izabeli Łęckiej w filmie „Lalka” (1968)

- 1937 – adaptacja radiowa fragmentu Stary subiekt w opracowaniu Witolda Hulewicza
- 1939 – latem tego roku poeta Stefan Godlewski zachęcał ludzi kinematografii do podjęcia adaptacji filmowej powieści oraz innych utworów Prusa[123]
- 1952 – przedstawienie teatralne warszawskiego Teatru Polskiego w reżyserii Zygmunta Leśnodorskiego, Lech Madaliński jako Wokulski, Nina Andrycz jako Izabela
- 1967 – przedstawienie teatralne Pan Wokulski według „Lalki” Bolesława Prusa warszawskiego Teatru Powszechnego w reżyserii Adama Hanuszkiewicza, Mariusz Dmochowski jako Wokulski, Ewa Wawrzoń jako Izabela
- 1968 – film Lalka w reżyserii Wojciecha Jerzego Hasa, Mariusz Dmochowski jako Wokulski, Beata Tyszkiewicz jako Izabela
- 1978 –  serial telewizyjny Lalka w reżyserii Ryszarda Bera, Jerzy Kamas jako Wokulski, Małgorzata Braunek jako Izabela
- 1993 – przedstawienie teatralne Panna Izabela według „Lalki” Bolesława Prusa warszawskiego Teatru Narodowego w reżyserii Adama Hanuszkiewicza, Paweł Szczesny jako Wokulski, Magdalena Cwenówna jako Izabela[124]
- 2008 – przedstawienie teatralne wrocławskiego Teatru Polskiego w reżyserii Wiktora Rubina, Bartosz Porczyk jako Wokulski, Kinga Preis jako Izabela[125]
- 2010 – musical gdyńskiego Teatru Muzycznego w reżyserii Wojciecha Kościelniaka, Rafał Ostrowski jako Wokulski, Darina Gapicz i Renia Gosławska jako Izabela[126]
- W 2025 roku ogłoszono produkcję dwóch niezależnych ekranizacji filmowych Lalki – kinową wersję produkcji Gigant Films w reżyserii Macieja Kawalskiego (Marcin Dorociński jako Wokulski, Kamila Urzędowska jako Izabela, Mateusz Damięcki jako Kazimierz Starski[127]) oraz wersję serialową produkcji Netflix i Jana Kwiecińskiego[128] w reżyserii Pawła Maślony[129] (Tomasz Schuchardt jako Wokulski, Sandra Drzymalska jako Izabela)[130]. Film Kawalskiego miał mieć również wersję serialową, ale TVP wycofała się z udziału w tej produkcji. Nie wiadomo również, czy stacja będzie współproducentem filmu[131].

### Przekłady
| Język             | Tytuł      | Tłumacz(e)                                         | Miejsce                        | Rok        |
| ----------------- | ---------- | -------------------------------------------------- | ------------------------------ | ---------- |
| angielski         | The Doll   | David John Welsh                                   | Nowy Jork                      | 1972       |
| bułgarski         | Kukla      | Dimitar Ikonomow                                   | Sofia                          | 1955       |
| chiński           | 玩偶       | Zhang Zhenhui                                      | Szanghaj                       | 2005       |
| czeski            | Loutka     | František Vondráček                                | Praga                          | 1902       |
| esperanto         | La pupo    | Tomasz Chmielik                                    | Świdnik – Białystok – Đurđevac | 2016       |
| estoński          | Nukk       | Aleksander Kurtna                                  | Tallinn                        | 1957       |
| francuski         | La poupée  | Simone Deligne, Wenceslas Godlewski, Michel Marcq  | Paryż                          | 1962–1964  |
| gruziński         | Tojina     | T. Svani, K. Mlinek-Gomelauri                      | Tbilisi                        | 1970       |
| japoński          | 人形       | Tokimasa Sekiguchi                                 | Tokio                          | 2017       |
| litewski          | Lėlė       | Kostas Jaroševas                                   | Wilno                          | 1957       |
| łotewski          | Lelle      | Rita Luginska                                      | Ryga                           | 1963       |
| macedoński        | Kukla      | Petre Nakovski                                     | Skopje                         | 1976       |
| niemiecki         | Die Puppe  | Kurt Harrer                                        | Berlin                         | 1954       |
| niderlandzki      | De Pop     | Karol Lesman                                       | Amsterdam – Antwerpia          | 2015       |
| ormiański         | Tikniky    | D. Esajan                                          | Erywań                         | 1975       |
| rosyjski          | Kukla      | Anna Sacharowa, W.I. Manockow, Natalia Modzelewska | Moskwa; Kijów; Moskwa          | 1890; 1949 |
| rumuński          | Păpuşa     | Telemac Dan, Radu Tudoran                          | Bukareszt                      | 1971       |
| serbsko-chorwacki | Lutka      | Julije Benešić                                     | Zagrzeb                        | 1946       |
| słowacki          | Bábka      | Stefan Koperdán                                    | Bratysława                     | 1950       |
| słoweński         | Lutka      | Marian Bregant                                     | Lublana                        | 1956       |
| ukraiński         | Ljalka     | Stiepan Kowganjuk                                  | Kijów                          | 1970       |
| węgierski         | A bábu     | István Mészáros                                    | Budapeszt                      | 1952       |
| włoski            | La bambola | Aurora Beniamino                                   | Mediolan                       | 1960       |

### Upamiętnienie
- Z inicjatywy poety Stefana Godlewskiego na początku 1937 ustanowiono w Warszawie dwie tablice upamiętniające głównych bohaterów powieści: Stanisława Wokulskiego przy ul. Krakowskie Przedmieście 4 (gdzie znajdował się dom, w którym mieszkał) oraz Ignacego Rzeckiego naprzeciw pod numerem 7 ulicy we wnęce podwórza (gdzie miał mieszkać stary subiekt)[30][138]. Obie tablice zostały ponownie odsłonięte około 1987/1988[139].
- W 2015 powieść Prusa była publicznie odczytywana w 1600 polskich miejscowościach podczas akcji społecznej propagującej znajomość literatury narodowej – Narodowe Czytanie Lalki[140].

### Nawiązania
- Lalka, czyli polski pozytywizm (1989) – wiersz autorstwa Jacka Kaczmarskiego[141]
- Stanisław i Izabela (1997) – opublikowana pod pseudonimem Piotr S. Wirski powieść obyczajowa.
- Córka Wokulskiego (2012) Romana Praszyńskiego – powieść sensacyjna, której akcja rozgrywa się pięć lat po zniknięciu Wokulskiego; jej główną postacią jest Natalia Pol, nieznana córka głównego bohatera Lalki, planująca dokonać zamachu na cara[142].
- Alkaloid (2012) – opublikowana pod pseudonimem Aleksander Głowacki powieść steampunkowa, w której pojawiają się postacie z Lalki[142].
- Imperium Chmur (2018) – powieść steampunkowa Jacka Dukaja, w której Stanisław Wokulski udaje się do Japonii, aby zawrzeć z cesarzem Mutsuhito sojusz, oparty na odkryciu doktora Geista: metalu lżejszym od powietrza